# Рибе (Ґостинінський повіт)
Рибе (пол. Rybie) — село в Польщі, у гміні Пацина Ґостинінського повіту Мазовецького воєводства.
Населення — 198 осіб (2011).
У 1975-1998 роках село належало до Плоцького воєводства.

## Демографія
Демографічна структура станом на 31 березня 2011 року:
|          | Загалом | Допрацездатний вік | Працездатний вік | Постпрацездатний вік |
| -------- | ------- | ------------------ | ---------------- | -------------------- |
| Чоловіки | 98      | 23                 | 62               | 13                   |
| Жінки    | 100     | 19                 | 48               | 33                   |
| Разом    | 198     | 42                 | 110              | 46                   |